# آق تپه (تاقر)
آق تپه (تاقر) تپه‌ای دست‌ساز است که در استان گلستان، شهرستان مراوه‌تپه، روستای نارلی در شمال شرق استان و چند کیلومتری مرز ترکمنستان واقع شده و این اثر در تاریخ ۱۰ خرداد ۱۳۸۲ با شمارهٔ ثبت ۸۸۲۱ به‌عنوان یکی از آثار ملی ایران به ثبت رسیده است.